# Hans Conrad Schellenberg

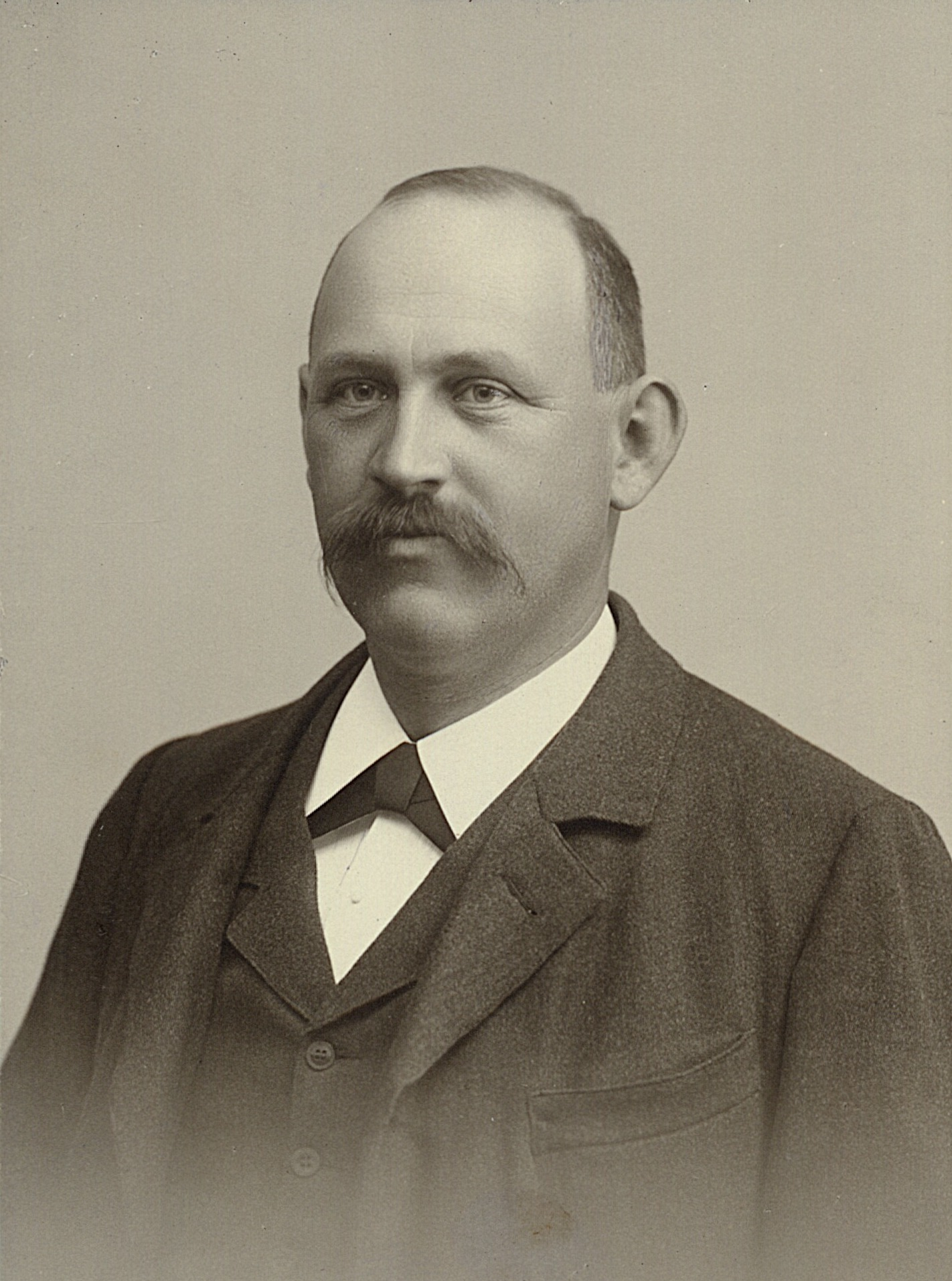
Hans Conrad Schellenberg

Hans Conrad Schellenberg (* 28. April 1872 in Hottingen bei Zürich (Schweiz); † 27. Oktober 1923 in Zürich) war ein Schweizer Agrarwissenschaftler.
Schellenberg, Sohn eines Landwirts, studierte seit 1890 an der Abteilung für Landwirtschaft der ETH Zürich und ging 1893 an die Universität Berlin, wo er sich mit botanischen Fragen beschäftigte. 1895 wurde er an der ETH Zürich mit einer Arbeit über verholzte Zellmembran zum Dr. phil. promoviert. Anschließend war er bis 1897 als Assistent an der Samenkontrollstation in Zürich, dann fünf Jahre lang als Lehrer einer landwirtschaftlichen Schule seines Heimatkantons tätig. 1901 habilitierte er sich an der ETH Zürich für das Fach Botanik. Seit 1903 hatte er einen Lehrauftrag für Pflanzenpathologie und für Weinbau. Von 1908 bis zu seinem Tode war er o. Professor für Pflanzenbau an der Abteilung für Landwirtschaft der ETH Zürich.
Schellenbergs Forschungsschwerpunkte waren die landwirtschaftliche Botanik und die Pflanzenpathologie. Bedeutende Beiträge veröffentlichte er über pilzliche Pflanzenkrankheiten. Er war Mitautor eines mehrfach aufgelegten Buches über Düngerlehre.

## Schriften (Auswahl)
- Untersuchungen über die Lage der Bestockungsknoten beim Getreide. In: Forschungen auf dem Gebiete der Landwirtschaft. Festschrift zur Feier des siebenzigsten Geburtstages von Prof. Dr. Adolf Kraemer. Frauenfeld 1902, S. 251–282.
- Düngerlehre. Leitfaden für den Unterricht an landwirtschaftlichen Schulen und Lehrbuch für den praktischen Landwirt (gemeinsam mit Otto Bürki und Albert Näf). Aarau 1904, 5. Aufl. ebd. 1913, 8. Aufl. ebd. 1923.